# 希勒贝里

Hilleberg是一家生产帐篷的瑞典公司，由Bo & Renate Hilleberg夫妇成立于1971年，后来公司交由他们的子女打理。现在其子Rolf Hilleberg在瑞典负责欧洲分公司，而女儿Petra Hilleberg则在美国西雅图领导美国分公司。
Hilleberg帐篷款式众多，一般是双层的四季帐，类型以隧道式、穹顶式居多，特点是轻量、耐用、做工精致，主要针对高端市场，其自称“无意最大，但求最好”。 （页面存档备份，存于） 其帐篷曾用于如南极洲之类的极端环境。
Hilleberg公司几款较为著名的帐篷：
- Keron：经典的隧道帐系列
- Nallo：超轻四季隧道帐系列

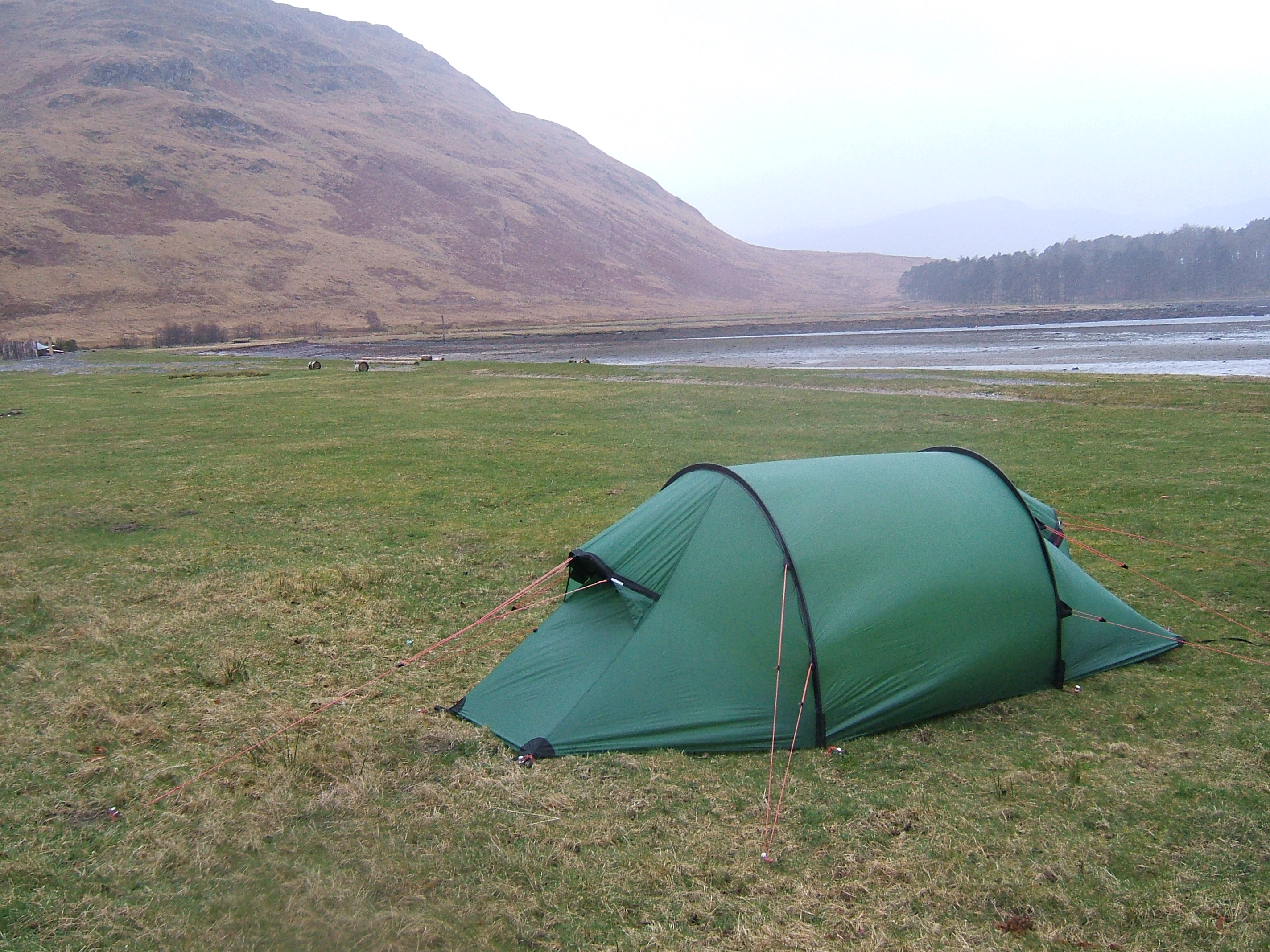
Nammatj：探险级隧道帐系列
- Staika：自立、穹顶式帐篷
- Akto：单人超轻隧道帐

- Nammatj帐篷